# Scheming Schemers
Scheming Schemers (br.: Pias e piadas) é um filme estadunidense de curta-metragem de 1956, dirigido por Jules White. É o 173º de um total de 190 filmes da série com os Três Patetas, produzida pela Columbia Pictures entre 1934 e 1959.

## Enredo
Os Três Patetas são encanadores iniciantes que recebem como primeiro serviço achar um anel valioso que caiu numa pia na casa dos Norfleets (casal de milionários interpretado por Emil Sitka e Symona Boniface).  O trio chega à mansão durante um jantar sofisticado oferecido pelos proprietários em comemoração a sua aquisição de uma pintura de Van Brocklin avaliada em 50 mil dólares. 
Moe e Larry rapidamente encontram o anel embaixo do ralo da pia, mas o perdem novamente, sendo obrigados a iniciarem o desmonte do encanamento. Sem conseguirem achar o anel nos canos da pia, eles vão até o porão e fazem com que irrompam diversos vazamentos, pois Larry não encontra o registro que interromperia o fluxo d'água. Shemp chega ao porão e diz que a causa do vazamento são fios elétricos que "entopem" os canos da água. Moe não percebe que ali é a rede elétrica e pede a Shemp que retire os fios e depois os conecte aos canos. Com isso, todas as instalações elétricas da casa começam a jorrar água, assustando primeiramente o cozinheiro negro (Dudley Dickerson) que é molhado com os esguichos vindo do fogão e da iluminação. Os Norfleet ligam a televisão no momento em que passava um documentário sobre as Cataratas do Niágara e imediatamente o aparelho explode com um jato de água. Dois ladrões, o senhor e senhora Allen (Kenneth MacDonald e Christine McIntyre) se aproveitam da confusão e roubam a pintura da moldura. Shemp vai até o piso superior para continuar a desmontar o encanamento enquanto Moe acha o anel perdido preso aos cabelos de Larry. Quando procurava pelo proprietário para entregar o anel, ele ouve os bandidos falando sobre o roubo e os vê escondendo a pintura num cano. Moe e Larry lutam contra Allen e conseguem segurar os ladrões em meio a uma guerra de tortas. O proprietário fica feliz e Moe e Larry então querem saber onde está Shemp e o filme termina com o terceiro Pateta preso em meio ao emaranhado de canos feito por ele mesmo para desviar o vazamento que também iniciara.

## Fim da Era Shemp
Shemp Howard já havia morrido quando foram lançados quatro curtas em 1956 que incluiam sua participação no elenco: Rumpus in the Harem, Hot Stuff, Scheming Schemers e Commotion on the Ocean. A Columbia utilizou o dublê Joe Palma para substituir Shemp em algumas cenas de ligação com as filmagens antigas. 
Em Scheming Schemers, Palma aparece de costas para a câmera ou segurando vários canos que esconderam o seu rosto. Palma é visto dizendo "Hold yer horses, will ya?" mas foi dublado pela voz gravada de Shemp ouvida originariamente em The Ghost Talks de 1949 .